# 120-as busz (Budapest, 1977–1984)
A budapesti 120-as jelzésű autóbusz Újpest, Munkásotthon utca és a Baross tér, Keleti pályaudvar között közlekedett. A vonalat a Budapesti Közlekedési Vállalat üzemeltette.

## Története
Az 1930-as évek végén 20A jelzéssel indítottak új járatot a Keleti pályaudvar és a Balzsam utca között, mely később megszűnt. 1965-ben újraindították, ekkor már az Újpest, István térig járt a Reitter Ferenc utca – Szabadságharcosok útja – Rózsa utca útvonalon. Újpesti végállomását a József Attila utcán keresztül érte el, majd a Jókai utcán ért vissza a Rózsa utcához. Az 1978-as térkép szerint már az Istvántelki utcán és az Árpád úton keresztül járt. Útvonala legközelebb 1982-ben változott, ekkor Újpesten már körforgalomban járt, a Tél utca – Pozsonyi utca – Munkásotthon utca – Rózsa utca útvonalon, kijelölt végállomása a Munkásotthon utca lett. 1984. november 6-ától az újonnan átadott Árpád híd metróállomástól (ma Göncz Árpád városközpont) közlekedett Újpest, Munkásotthon utca végállomásig a Petneházy utca (visszafelé Frangepán utca) – Béke utca – Gyöngyösi utca – Szabadságharcosok útja útvonalon, a Keleti pályaudvar felé a 20-as és a 30-as buszok pótolták.

## Útvonala
| Útvonala 1982-ig | |
| Baross tér, Keleti pályaudvar felé | Újpest, Tanácsháza felé |
| Újpest, Tanácsháza vá. – Jókai utca – Rózsa utca – Árpád út – Povázsay György utca – Tavasz utca – Istvántelki út – Elem utca – Szabadságharcosok útja – Kámfor utca – Reitter Ferenc utca – Vágány utca – Dózsa György út – Verseny utca – Baross tér, Keleti pályaudvar vá. | Baross tér, Keleti pályaudvar vá. – Verseny utca – Dózsa György út – Vágány utca – Reitter Ferenc utca – Kámfor utca – Szabadságharcosok útja – Elem utca – Istvántelki út – Árpád út – Deák Ferenc utca – Árpád út – József Attila utca – Újpest, Tanácsháza vá. |
| Megszűnése előtti útvonala | |
| Baross tér, Keleti pályaudvar felé | Újpest, Munkásotthon utca felé |
| Újpest, Munkásotthon utca vá. – Munkásotthon utca – Tito utca – Szabadságharcosok útja – Kámfor utca – Reitter Ferenc utca – Vágány utca – Dózsa György út – Verseny utca – Baross tér, Keleti pályaudvar vá.                                                                 | Baross tér, Keleti pályaudvar vá. – Verseny utca – Dózsa György út – Vágány utca – Reitter Ferenc utca – Kámfor utca – Szabadságharcosok útja – Tél utca – Pozsonyi utca – Bajcsy-Zsilinszky út – Újpest, Munkásotthon utca vá.                                   |

## Megállóhelyei
| 120 (Újpest, Tanácsháza – Baross tér, Keleti pályaudvar)        | 120 (Újpest, Tanácsháza – Baross tér, Keleti pályaudvar)        | 120 (Újpest, Tanácsháza – Baross tér, Keleti pályaudvar)         | 120 (Újpest, Tanácsháza – Baross tér, Keleti pályaudvar)        | 120 (Újpest, Tanácsháza – Baross tér, Keleti pályaudvar)        | 120 (Újpest, Tanácsháza – Baross tér, Keleti pályaudvar)                                         | 120 (Újpest, Tanácsháza – Baross tér, Keleti pályaudvar)                                         | 120 (Újpest, Tanácsháza – Baross tér, Keleti pályaudvar)        |
| 120 (Újpest, Munkásotthon utca – Baross tér, Keleti pályaudvar) | 120 (Újpest, Munkásotthon utca – Baross tér, Keleti pályaudvar) | 120 (Újpest, Munkásotthon utca – Baross tér, Keleti pályaudvar)  | 120 (Újpest, Munkásotthon utca – Baross tér, Keleti pályaudvar) | 120 (Újpest, Munkásotthon utca – Baross tér, Keleti pályaudvar) | 120 (Újpest, Munkásotthon utca – Baross tér, Keleti pályaudvar)                                  | 120 (Újpest, Munkásotthon utca – Baross tér, Keleti pályaudvar)                                  | 120 (Újpest, Munkásotthon utca – Baross tér, Keleti pályaudvar) |
| Perc (↓)                                                        | Perc (↓)                                                        | Megállóhely                                                      | Perc (↑)                                                        | Perc (↑)                                                        | Átszállási kapcsolatok                                                                           | Átszállási kapcsolatok                                                                           |                                                                 |
| 1982                                                            | 1984                                                            | Megállóhely                                                      | 1982                                                            | 1984                                                            | az újpesti változások előtt (1982)                                                               | a járat átalakítása előtt (1984)                                                                 |                                                                 |
| --------------------------------------------------------------- | --------------------------------------------------------------- | ---------------------------------------------------------------- | --------------------------------------------------------------- | --------------------------------------------------------------- | ------------------------------------------------------------------------------------------------ | ------------------------------------------------------------------------------------------------ | --------------------------------------------------------------- |
| 0                                                               | ∫                                                               | Újpest, Tanácsháza végállomás                                    | 31                                                              | ∫                                                               | 20, 20, 30, 30, 43, 84, 96, 147 10, 12, 14, 55                                                   | Nem érintette                                                                                    |                                                                 |
| 1                                                               | ∫                                                               | Erzsébet utca                                                    | 29                                                              | ∫                                                               |                                                                                                  | Nem érintette                                                                                    |                                                                 |
| 2                                                               | ∫                                                               | Rózsa utca                                                       | 28                                                              | ∫                                                               | 43, 84, 96 10, 55                                                                                | Nem érintette                                                                                    |                                                                 |
| 3                                                               | ∫                                                               | Árpád Kórház                                                     | 27                                                              | ∫                                                               | 43, 96 10, 55                                                                                    | Nem érintette                                                                                    |                                                                 |
| 4                                                               | ∫                                                               | Istvántelki út (↓) Árpád út (↑)                                  | 26                                                              | ∫                                                               | 43 10, 55                                                                                        | Nem érintette                                                                                    |                                                                 |
| 6                                                               | ∫                                                               | Ősz utca                                                         | ∫                                                               | ∫                                                               | 121                                                                                              | Nem érintette                                                                                    |                                                                 |
| 7                                                               | ∫                                                               | Elem utca (↓) Istvántelki út (↑)                                 | 23                                                              | ∫                                                               | 121                                                                                              | Nem érintette                                                                                    |                                                                 |
| ∫                                                               | 0                                                               | Újpest, Munkásotthon utca végállomás                             | ∫                                                               | 32                                                              | Nem érintette                                                                                    | 30, 30, 43, 84, 96, 147 10, 12, 14                                                               |                                                                 |
| ∫                                                               | ∫                                                               | Nyár utca                                                        | ∫                                                               | 30                                                              | Nem érintette                                                                                    | 30, 30 12, 14                                                                                    |                                                                 |
| ∫                                                               | 1                                                               | Erzsébet utca                                                    | ∫                                                               | ∫                                                               | Nem érintette                                                                                    | 43 10                                                                                            |                                                                 |
| ∫                                                               | 2                                                               | Tito utca                                                        | ∫                                                               | ∫                                                               | Nem érintette                                                                                    | 20, 20, 43, 84, 96 10                                                                            |                                                                 |
| ∫                                                               | 3                                                               | Ősz utca                                                         | ∫                                                               | ∫                                                               | Nem érintette                                                                                    | 20, 20                                                                                           |                                                                 |
| ∫                                                               | ∫                                                               | Bán Tibor utca                                                   | ∫                                                               | 27                                                              | Nem érintette                                                                                    | 20, 20, 121 12, 14                                                                               |                                                                 |
| ∫                                                               | ∫                                                               | Erzsébet utca                                                    | ∫                                                               | 25                                                              | Nem érintette                                                                                    | 20, 121                                                                                          |                                                                 |
| ∫                                                               | ∫                                                               | Tél utca                                                         | ∫                                                               | 24                                                              | Nem érintette                                                                                    | 20, 20, 121                                                                                      |                                                                 |
| 8                                                               | 5                                                               | Szabadságharcosok útja (↓) Tó utca (↑) (1984-ben: Elem utca (↑)) | 22                                                              | 22                                                              | 121                                                                                              | 121                                                                                              |                                                                 |
| 9                                                               | 7                                                               | Brüsszeli utca                                                   | 21                                                              | 21                                                              |                                                                                                  | 121                                                                                              |                                                                 |
| 10                                                              | 9                                                               | Madridi utca                                                     | 19                                                              | 19                                                              |                                                                                                  | 121                                                                                              |                                                                 |
| ∫                                                               | 10                                                              | Kámfor utca                                                      | ∫                                                               | 18                                                              | Nem érintette                                                                                    |                                                                                                  |                                                                 |
| 12                                                              | ∫                                                               | Gyöngyösi utca                                                   | 18                                                              | ∫                                                               | 20, 30                                                                                           | Nem érintette                                                                                    |                                                                 |
| 13                                                              | 12                                                              | Dolmány utca                                                     | 17                                                              | 17                                                              | 20, 30                                                                                           | 20, 30                                                                                           |                                                                 |
| 15                                                              | 14                                                              | Futár utca                                                       | 16                                                              | 16                                                              | 20, 30                                                                                           | 20, 30                                                                                           |                                                                 |
| 16                                                              | 16                                                              | Fáy utca                                                         | 15                                                              | 15                                                              | 20, 30                                                                                           | 20, 30                                                                                           |                                                                 |
| 17                                                              | 17                                                              | Petneházy utca                                                   | 14                                                              | 14                                                              | 20, 30                                                                                           | 20, 30                                                                                           |                                                                 |
| 18                                                              | 18                                                              | Szegedi út                                                       | 13                                                              | 13                                                              | 20, 30, 32 Rákosrendező                                                                          | 20, 30, 32 Rákosrendező                                                                          |                                                                 |
| 20                                                              | 20                                                              | Róbert Károly körút                                              | 11                                                              | 11                                                              | 4, 4A, 4, 20, 20, 30, 30, 32, 32, 55, 55                                                         | 4, 4A, 4, 20, 20, 30, 30, 32, 32, 55, 55                                                         |                                                                 |
| 22                                                              | 22                                                              | Dózsa György út (↓) Vágány utca (↑)                              | 9                                                               | 9                                                               | 4, 4A, 20, 30 75, 79                                                                             | 4, 4A, 20, 30 75, 79                                                                             |                                                                 |
| 24                                                              | 24                                                              | Hősök tere (↓) Szépművészeti Múzeum (↑)                          | 8                                                               | 8                                                               | Millenniumi Földalatti Vasút 1, 1, 4, 4A, 20, 20, 30, 30 72, 75, 79                              | Millenniumi Földalatti Vasút 1, 1, 4, 4A, 4, 20, 20, 30, 30 72, 75, 79                           |                                                                 |
| 26                                                              | 26                                                              | Damjanich utca                                                   | 6                                                               | 6                                                               | 20, 30 70, 75, 79                                                                                | 20, 30 70, 75, 79                                                                                |                                                                 |
| 27                                                              | 27                                                              | Dembinszky utca                                                  | ∫                                                               | ∫                                                               | 20, 30 74, 75, 79                                                                                | 20, 30 74, 75, 79                                                                                |                                                                 |
| ∫                                                               | ∫                                                               | Ajtósi Dürer sor                                                 | 4                                                               | 4                                                               | 20, 30 74, 75, 79                                                                                | 20, 30 74, 75, 79                                                                                |                                                                 |
| 28                                                              | 28                                                              | Thököly út                                                       | 2                                                               | 2                                                               | 7, 20, 30 44, 67                                                                                 | 7, 20, 30 44, 67                                                                                 |                                                                 |
| 30                                                              | 30                                                              | Verseny utca (↓) Dózsa György út (↑)                             | 1                                                               | 1                                                               | 20, 30                                                                                           | 20, 30                                                                                           |                                                                 |
| 31                                                              | 32                                                              | Baross tér, Keleti pályaudvar végállomás                         | 0                                                               | 0                                                               | 7, 7A, 7, 20, 30, 30, 33, 73E, 78, 95 73, 76, 78, 79, 80 23, 24, 29Y, 36, 44, 67 Budapest-Keleti | 7, 7A, 7, 20, 30, 30, 33, 73E, 78, 95 73, 76, 78, 79, 80 23, 24, 29Y, 36, 44, 67 Budapest-Keleti |                                                                 |